# Pistolet Accu-Tek HC-380
Accu-Tek HT-380 – współczesny, amerykański pistolet samopowtarzalny.

## Opis
Accu-Tek HT-380 jest bronią samopowtarzalną. Zasada działania automatyki oparta na odrzucie zamka swobodnego. Bezpiecznik nastawny znajduje się na lewej stronie zamka.
HT-380 jest zasilany z wymiennego, dwurzędowego magazynka pudełkowego o pojemności 13 naboi, umieszczonego w chwycie. Zatrzask magazynka znajduje się w dolnej części chwytu.
Lufa gwintowana. Przyrządy celownicze mechaniczne, stałe (muszka i szczerbinka). Pistolet HT-380 jest wykonany ze stali nierdzewnej, okładki chwytu z tworzywa sztucznego.